# Luigi Cavanna
Luigi „Gino“ Cavanna (* 1906; † 1974) war ein italienischer Motorrad- und Automobilrennfahrer.

## Werdegang
Cavanna, der den Spitznamen il diavolo rombante (der brüllende Teufel) trug, war ein sehr vielseitiger Rennfahrer und bestritt in seiner Laufbahn u. a. Rundstreckenrennen, Gleichmäßigkeitsprüfungen, Gespannrennen und nahm für Moto Guzzi und F.B Mondial an zahlreichen Rekordfahrten teil.
Seine Motorsportkarriere begann Cavanna im Automobilsport. U. a. trat er 1933 bei der Mille Miglia an. Bereits 1929 hatte er auf einer von einem Freund geliehenen 250-cm³-Moto-Guzzi sein erstes Motorradrennen gewonnen. 1931 siegte er auf G. B. in der 175-cm³-Klasse beim Campo-Fiori-Bergrennen bei Varese, das zur Europa-Bergmeisterschaft zählte. 1932 gewann er auf einer Norton den 500-cm³-Lauf der Coppa Adriatica auf dem Circuito di Senigallia nahe Ancona.
Mindestens 1939 nahm Cavanna auf Moto Guzzi für Italien auch an der Internationalen Sechstagefahrt teil
Im Jahr 1947 gewann Luigi Cavanna im Gespann mit Paolo Cavanna vor den einheimischen Piloten Hans Haldemann und Hans Stärkle das Seitenwagenrennen (600 cm³) um den 16. Großen Preises der Schweiz auf der Bremgarten-Rundstrecke in Bremgarten bei Bern. Da bei diesem Rennen die Titel Motorrad-Europameisterschaft 1947 vergeben wurden, wurde Cavanna damit erster Gespann-Europameister nach dem  Zweiten Weltkrieg.
1948 stellte er in Cremona auf einer F.B Mondial vier Geschwindigkeitsweltrekorde in der Achtelliter- oder Viertelliterklasse auf. Im August 1952 folgten in einem Gespann mit kompressorgeladenem 250-cm³-Moto-Guzzi-Motor 14 weitere Weltrekorde auf der Autobahn München–Ingolstadt.
Im Jahr 1959 beendete Luigi Cavanna seine aktive Laufbahn mit Rekordfahren: mit einem Cobra getauften Wagen mit kompressorgeladenem 250er-Guzzi-Motor stellte er Rekorde über den „fliegenden“ Kilometer mit 232,116 km/h, den Kilometer mit stehendem Start mit 126,715 km/h und über die Meile mit stehendem Start mit 146,599 km/h Durchschnittsgeschwindigkeit auf.
Cavanna starb im Jahr 1974 im Alter von 68 Jahren.

## Statistik

### Erfolge
- 1947 – 600-cm³-Gespann-Europameister auf Moto Guzzi mit Beifahrer Paolo Cavanna

### Rennsiege
(gefärbter Hintergrund = Europameisterschaftslauf)
| Jahr | Klasse             | Maschine   | Beifahrer     | Rennen                   | Strecke    |
| ---- | ------------------ | ---------- | ------------- | ------------------------ | ---------- |
| 1947 | Gespanne (600 cm³) | Moto Guzzi | Paolo Cavanna | Großer Preis der Schweiz | Bremgarten |

## Verweise